# Astolfo (personagem)

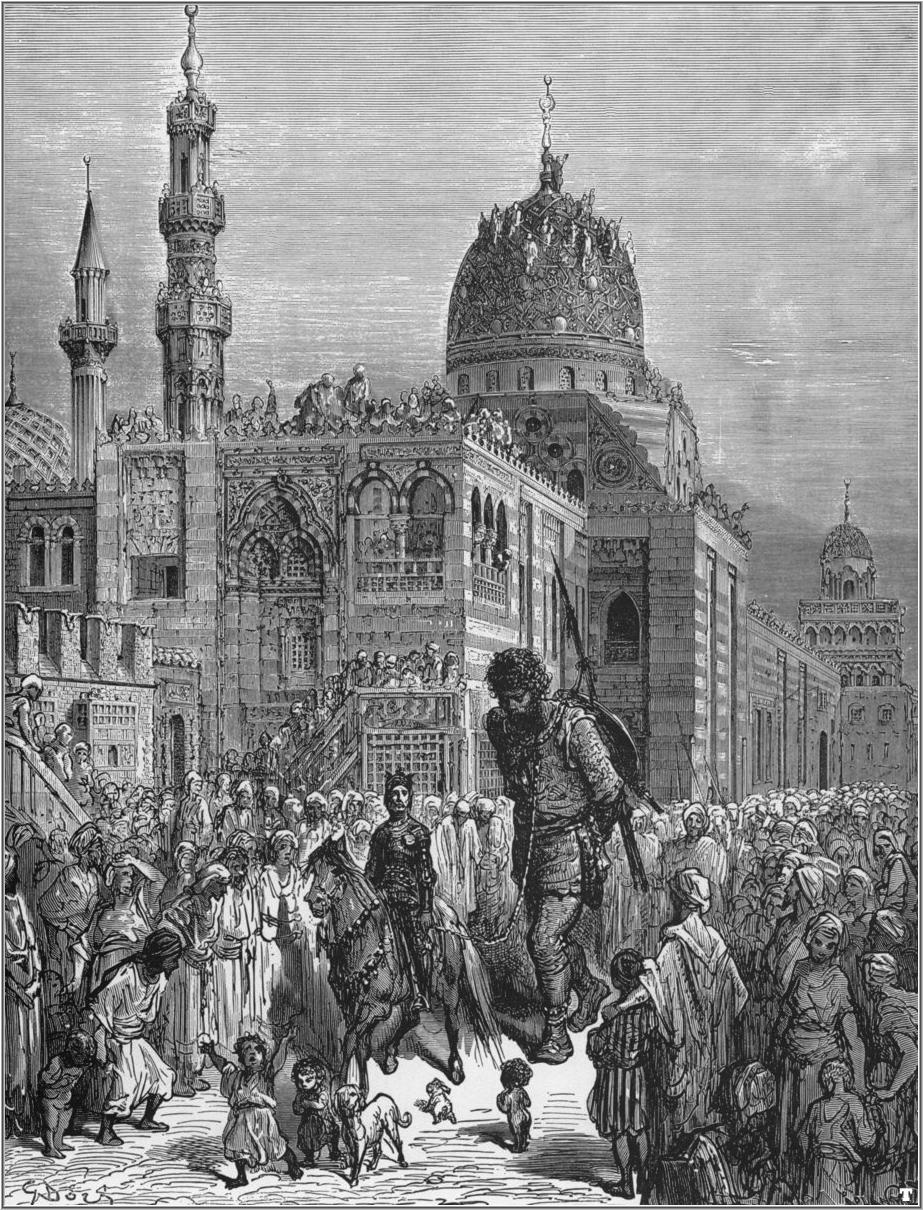
Astolfo and Caligorante. Ilustração do Orlando Furioso por Ludovico Ariosto.

Astolfo (também denominado Astolpho, Estous e Estouls)
é um personagem fictício da Matéria de França, onde é um dos paladinos de Carlos Magno e duque da moskovia.
Ele é o filho de Otto, rei da Inglaterra (possivelmente referindo-se ao seu contemporâneo o rei Ofa da Mércia), descendente de Carlos Martel.
Enquanto o nome de Astolfo apareceu nas canções de gesta Os Quatro Filhos de Aymon, sua primeira aparição maior foi no anônimo poema épico franco-veneziano do século XIV La Prise de Pampelune. Foi subsequentemente um personagem maior (tipicamente humoroso) nos épicos românticos da Itália renascentista, como Morgante de Luigi Pulci, Orlando Innamorato de Matteo Maria Boiardo, e Orlando Furioso de Ludovico Ariosto.

## Etimologia
Deriva do nome germânico Haistulf, um nome composto de haist (de significado incerto, talvez "furioso", "violento") ou talvez ast ("vara", "lança") e vulf ("lobo").

## Astolfo emOrlando Furioso

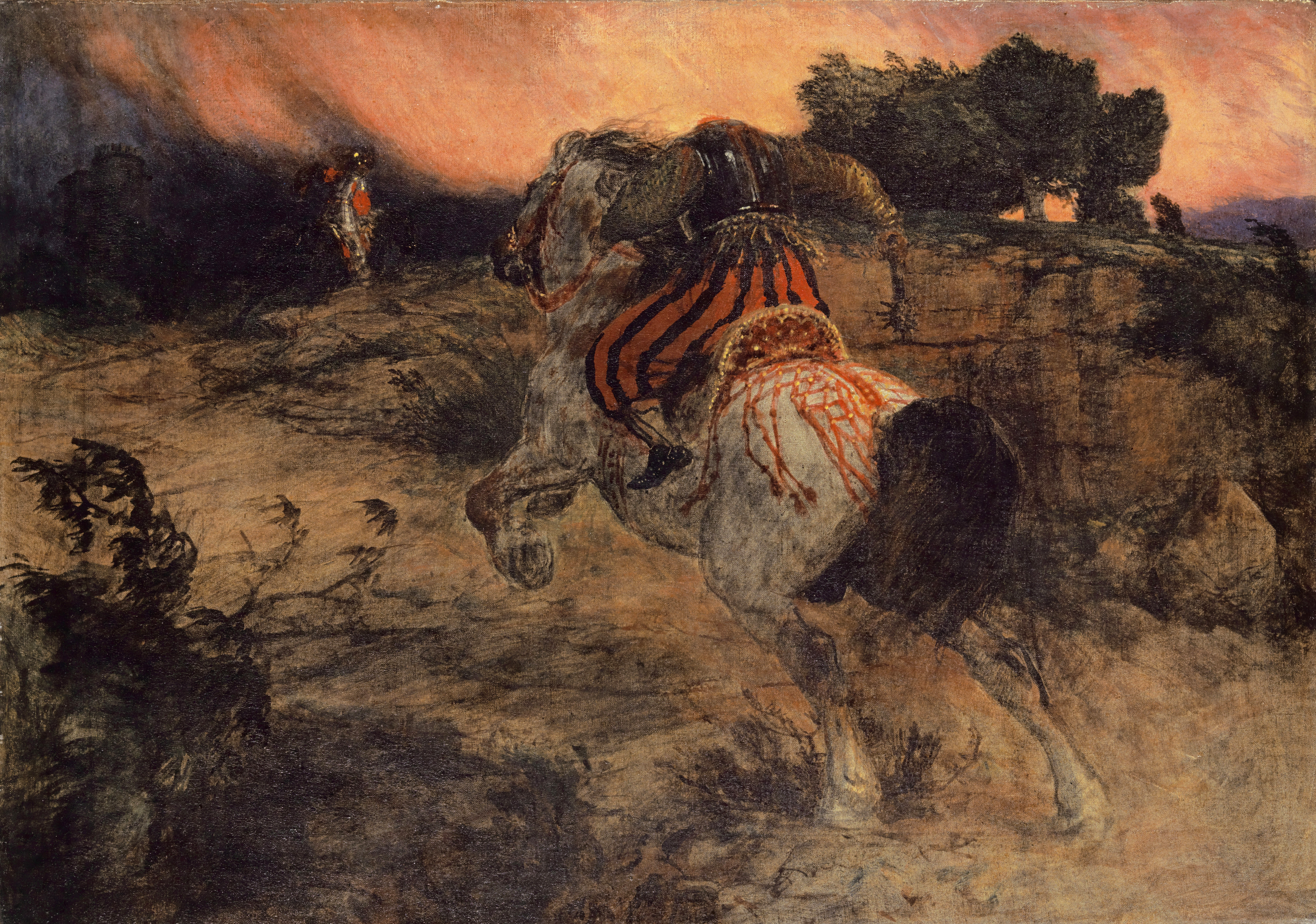
Astolfo cavalga com a cabeça de Orilo

Quando introduzido pela primeira vez, Duque Astolfo está preso na forma de uma árvore pela magia da bruxa maligna Alcina. Quando Ruggiero tenta atrelar seu hipogrifo no homem azarado, Astolfo protesta, lamentando seu destino. Embora os dois conversem bastante, Ruggiero não segue o conselho do duque de evitar Alcina e logo fica enfeitiçado também. Ambos são, porém, resgatados e retornados à forma normal por Melissa, a boa feiticeira.
Astolfo possui vários equipamentos mágicos que usa ao longo de suas aventuras. Sua lança mágica pode derrubar os oponentes de seus cavalos ao menor toque, e seu livro mágico contém feitiços capazes de destruir qualquer encantamento. Ele também possui um corno mágico cujo som é tão alto que faz todos os inimigos fugirem apavorados e cavalga um cavalo chamado Rabicano. Este cavalo mágico é feito de furacão e chamas, alimenta-se de ar e cavalga tão levemente que não deixa pegadas na areia, e quando galopa a toda velocidade pode correr mais rápido que uma flecha.
Astolfo usa seu corno mágico para capturar o gigante Caligorante, e então desfila com ele de cidade em cidade, forçando-o a agir como seu animal de carga. Ele também derrota Orillo, um assaltante que não podia ser morto pois fora enfeitiçado a se curar de quaisquer ferimentos que recebesse. Até mesmo membros cortados se conectariam de volta. Astolfo empresta sua lança dourada e Rabicano para Bradamante por um curto período enquanto cavalga o hipogrifo em busca da sagacidade perdida de Orlando.
Astolfo viaja para a Etiópia onde encontra Senapo (Preste João), o imperador daquela terra. Em uma situação obviamente inspirada pela história de Fineu da mitologia grega, Senapo está cego e é atormentado por harpias que o atacam sempre que tenta comer uma refeição, derrubando os copos e estragando a comida. Astolfo sopra seu corno e afugenta as harpias até a entrada do Inferno, e as sela dentro. Ele cavalga seu hipogrifo ao topo da montanha do Paraíso Terrestre, onde encontra o apóstolo João, que explica como ele poderia devolver a Orlando sua consciência. Ele voa na carruagem flamejante de Elias até a Lua, onde todas as coisas perdidas da Terra terminam, e encontra a sagacidade de Orlando em uma garrafa. Ele retorna à Terra e ganha a ajuda de Senapo na defesa de Paris contra os invasores sarracenos.

## Nos tempos modernos

### Ciência
Uma espécie de trilho extinto foi nomeada em homenagem a Astolfo: Gallirallus astolfoi, ou trilho de Astolfo.

### Televisão
Astolfo é um personagem importante na série de anime de televisão japonesa Fate/Apocrypha [en] como o Rider da Facção Negra.

### Videogames
Astolfo aparece no videogame Fire Emblem as a Thief (como em Fire Emblem: The Binding Blade).